# Joh. C. Tecklenborg

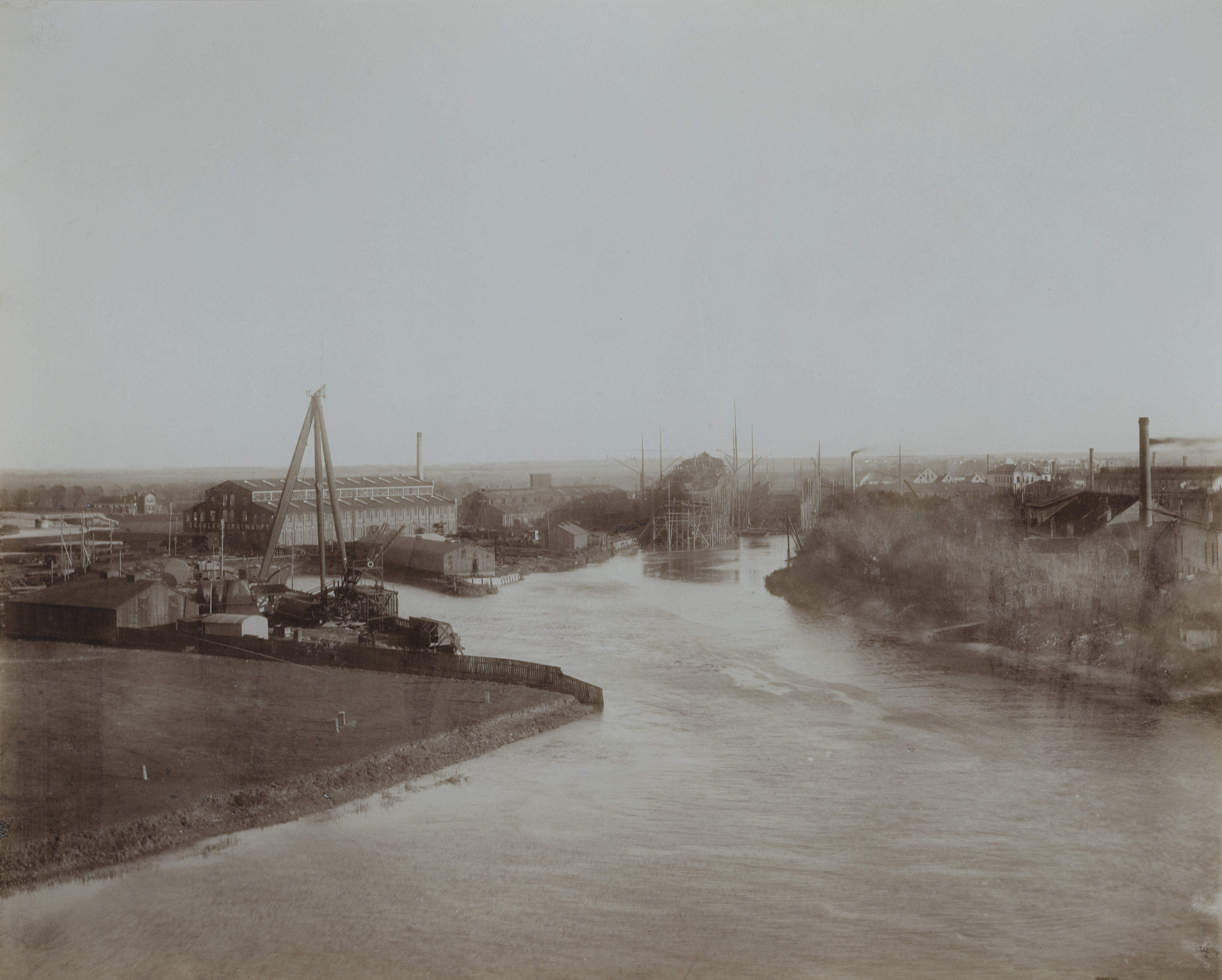
Die Tecklenborg-Werft an der Geeste (1900)

Die Schiffswerft Joh. C. Tecklenborg in Geestemünde bzw. Wesermünde existierte von 1841 bis 1928 und war bekannt als Spezialist für den Bau hochwertiger Segelschiffe. Der seinerzeit gängige Spruch: „Kaptein, si ohne Sorg’, din Schip is baut bi Tecklenborg“ spricht für sich. Die Werft wurde 1926 Teil der Bremer Deutschen Schiff- und Maschinenbau Aktiengesellschaft (Deschimag), die den Betrieb zwei Jahre später stilllegte.

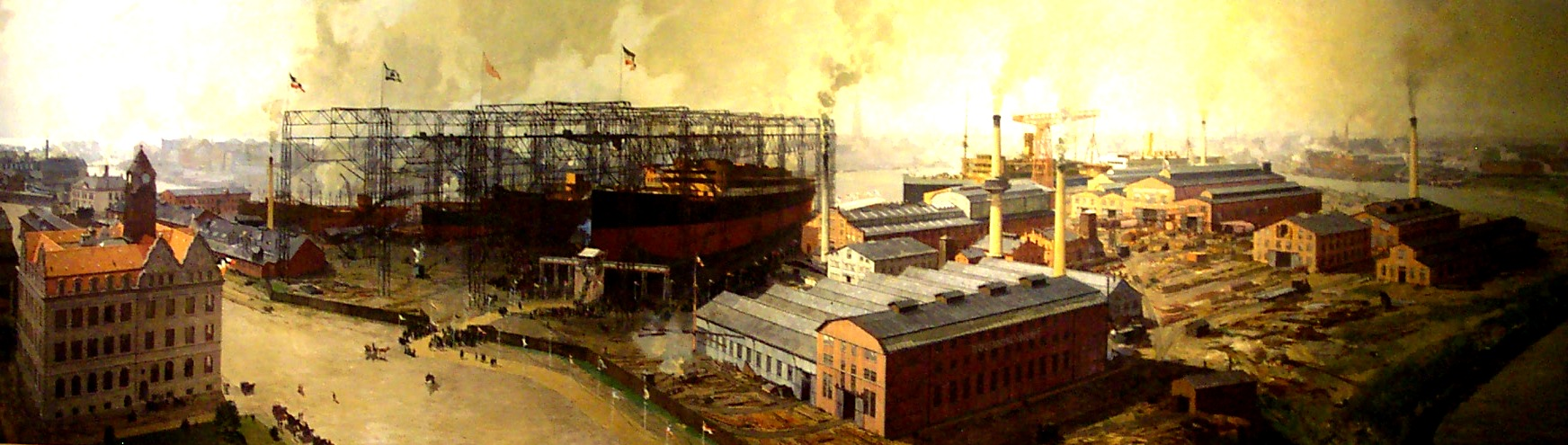
Gesamtansicht des Werksgeländes (Oktober 1907)

## Geschichte

### Gründerjahre
Am 30. September 1841 schloss Jan Simon Abegg einen Vertrag über die Errichtung einer weiteren Werft in Bremerhaven mit der Deputation zur Verwaltung der öffentlichen Grundstücke in Bremen ab. Der Bauplatz befand sich neben dem Gelände der wenige Jahre vorher dort errichteten Rickmers Werft und musste gegen den Widerstand der Alteingesessenen (R. C. Rickmers u. a.) durchgesetzt werden. Der Vertrag galt für 13 Jahre. Die Pacht, die Abegg entrichten musste, war doppelt so hoch wie die, die Rickmers entrichten musste. Es wurden zwar einige Seeschiffe gebaut (zwei Vollschiffe und drei Barken), aber die Anfangsschwierigkeiten erwiesen sich für Abegg als unüberwindlich. 1843 wurde der Betrieb von Franz Tecklenborg (1807–1886) – dem ältesten von zehn Kindern des Bremer Segelmachers, Reeders und Kaufmanns Franz Tecklenborg sen. (1780–1821) – übernommen. Von diesem hatte Abegg die finanziellen Mittel zur Gründung seines Betriebes erhalten. Franz Tecklenborg konnte seinen Bruder Johann Carl als Schiffszimmerbaas für das Unternehmen gewinnen. Im Januar 1845 übernahm dann Johann Carl Tecklenborg den Abegg’schen Mietvertrag und führte den Betrieb unter eigenem Namen weiter: Joh. C. Tecklenborg.

### Ausbau der ersten Werft

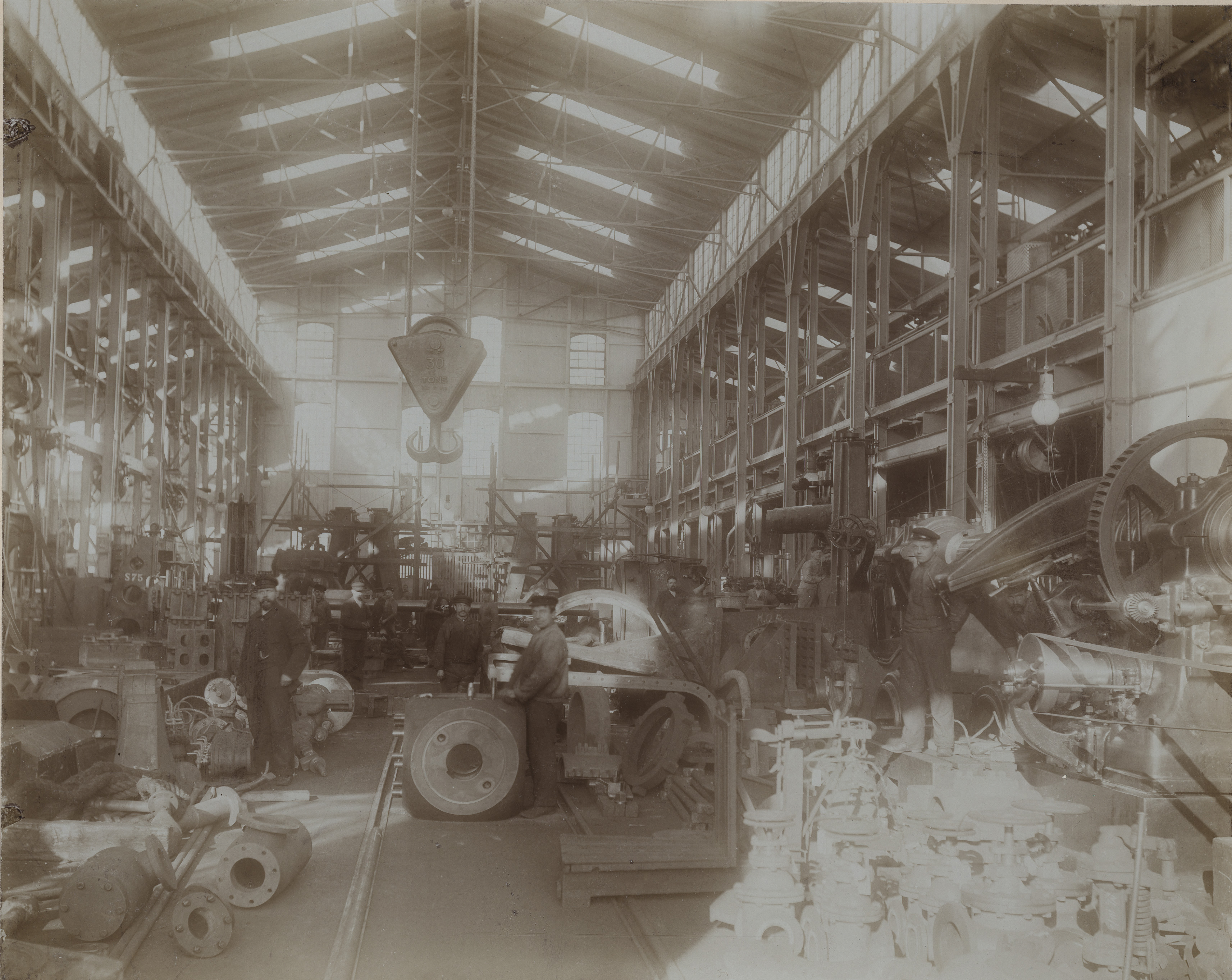
Werkhalle (ca. 1900)

Geestemünder Häfen um 1901 mit den Schiffswerften Rickmers, Tecklenborg (auf dem Wähl Acker) und Seebeck (am rechten Geeste-Ufer)

Mit der Zeit baute Tecklenborg immer größere Schiffe und entschloss sich zum Bau eines Trockendocks. Auf der Bremer Seite der Geeste war allerdings kein Platz mehr. Daher wurde 1852 ein passendes Gelände in Geestemünde – also im Hannoverschen „Ausland“ – gepachtet. Im Jahr darauf wurde der Betrieb auf der anderen (linken) Geesteseite eröffnet. Das König-Georg-Dock wurde unter der Leitung des hannoverschen Wasserbauinspektors Dincklage gebaut. Zu der damaligen Zeit war das Trockendock eine große technische Leistung. 1855 wurde es mit der Dockung der Bremer Brigg Mathilde in Betrieb genommen. Heute steht an diesem Platz das Tecklenborg-Wohnhaus in der Claussenstraße.
In den 1860er Jahren arbeiteten bei Tecklenborg ungefähr 100 Schiffszimmerleute. Das Unternehmen war mit dem Neubau und der Reparatur von Schiffen gut ausgelastet. 1863 konnte der gemietete Schiffbauplatz in Bremerhaven gekauft werden. Der Vertrag wurde am 30. September 1863 von Tecklenborg und der Deputation für die Häfen und die Hafenanstalten in Bremen unterzeichnet. Ab 1867 wurden auch Fischkutter gebaut. 1869 wurde im König-Georg-Dock in der Rekordzeit von 28 Tagen der Schoner Germania für die Zweite Deutsche Nordpolar-Expedition gebaut. Die Werft führte das Muntzmetall in Deutschland ein und ersetzte die bis dahin zum Beplatten der Unterwasserrümpfe verwendeten Kupferplatten. Zu Ehren von G.F. Muntz wurden zwei Segelschiffe, welche durch Tecklenborg auf eigene Rechnung in den Jahren 1856 und 1875 gebaut wurden, nach ihm benannt.
1872 erhielt Eduard Tecklenborg – der jüngste Sohn aus der zweiten Ehe des Werftgründers Franz Tecklenborg – zusammen mit Georg Wilhelm Claussen Prokura. Am 14. Oktober 1873 starb Johann Carl Tecklenborg. Sein Nachfolger als technischer Leiter wurde Georg Wilhelm Claussen. Dieser hatte eine Berufsausbildung bei der Tecklenborg-Werft absolviert und danach einige Jahre bei einem schottischen Schiffbauunternehmen als Zeichner und Konstrukteur gearbeitet. 1869 kehrte er zur Tecklenborg-Werft zurück und wurde 1876 deren Mitinhaber. Er erkannte, dass das Unternehmen auf dem bis dahin genutzten Bremerhavener Gelände nicht weiter wachsen konnte.
1879 wurde mit der Bark Figaro das letzte hölzerne Segelschiff gebaut. Die meisten Schiffe, die in den folgenden Jahren gebaut wurden, waren Fischdampfer mit genietetem Stahlrumpf.

### Umzug nach Geestemünde
1881 wurde das Unternehmen nach Geestemünde verlegt. Nach dem Kauf mehrerer Grundstücke auf dem Wähl Acker, einer von der Geeste linksseitig umflossenen Halbinsel, wurde eine neue größere Werftanlage in diesem Geestebogen errichtet. 1882 ging die Tecklenborg-Werft als eine der ersten Bremerhavener Werften vom bewährten Holzschiffbau zum Eisenschiffbau über. Im Frühjahr 1882 konnte die neue Schiffbauanlage auf dem Wählacker mit der Kiellegung der Möwe für den Norddeutschen Lloyd in Betrieb genommen werden. Bereits im Sommer 1882 waren drei Hellingen betriebsfertig. In diesem Jahr entstanden auch die ersten Werkstätten, Lager und das Verwaltungsgebäude. Im gleichen Jahr wurde das erste eiserne Schiff, der Hansadampfer Eberstein, gebaut. 1888 wurde das erste in Deutschland aus Stahl gefertigte Vollschiff, die Najade, für die Reederei Gildemeister & Ries (die 1897 zur Visurgis AG umgewandelt wurde) gebaut. 1890 entstand die vierte Helling. 1894 hatte der erste auf einer deutschen Werft gebaute Tankdampfer, die August Korff, ihren Stapellauf.

### Letzte Blüte im Segelschiffsbau

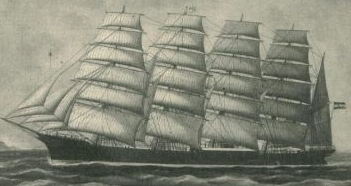
Stahl-Fünfmastbark Potosi unter Vollzeug

Entgegen dem allgemeinen Trend gab es in Deutschland und Frankreich einen letzten Höhepunkt in der Konstruktion von stählernen Vier- und Fünfmastbarken (insgesamt drei, davon zwei von Rickmers). Tecklenborgs technischer Leiter Claussen vertrat die Auffassung, dass trotz der höheren Geschwindigkeit von Dampfschiffen Segelschiffe auf bestimmten Fahrten mithalten könnten, wenn sie entsprechend ausgerüstet wären. Für den Salpeter-Transport von der Westküste Südamerikas nach Europa sollten Windjammer unter Nutzung der Passatwinde verhältnismäßig schnelle und billige Reisen durchführen können. Den Beweis dieser These lieferte der erste, auf einer deutschen Werft gebaute Fünfmaster, die Potosi. Die Potosi war ein Höhepunkt des stählernen Segelschiffbaus bei Tecklenborg. Sie lief 1895 vom Stapel.

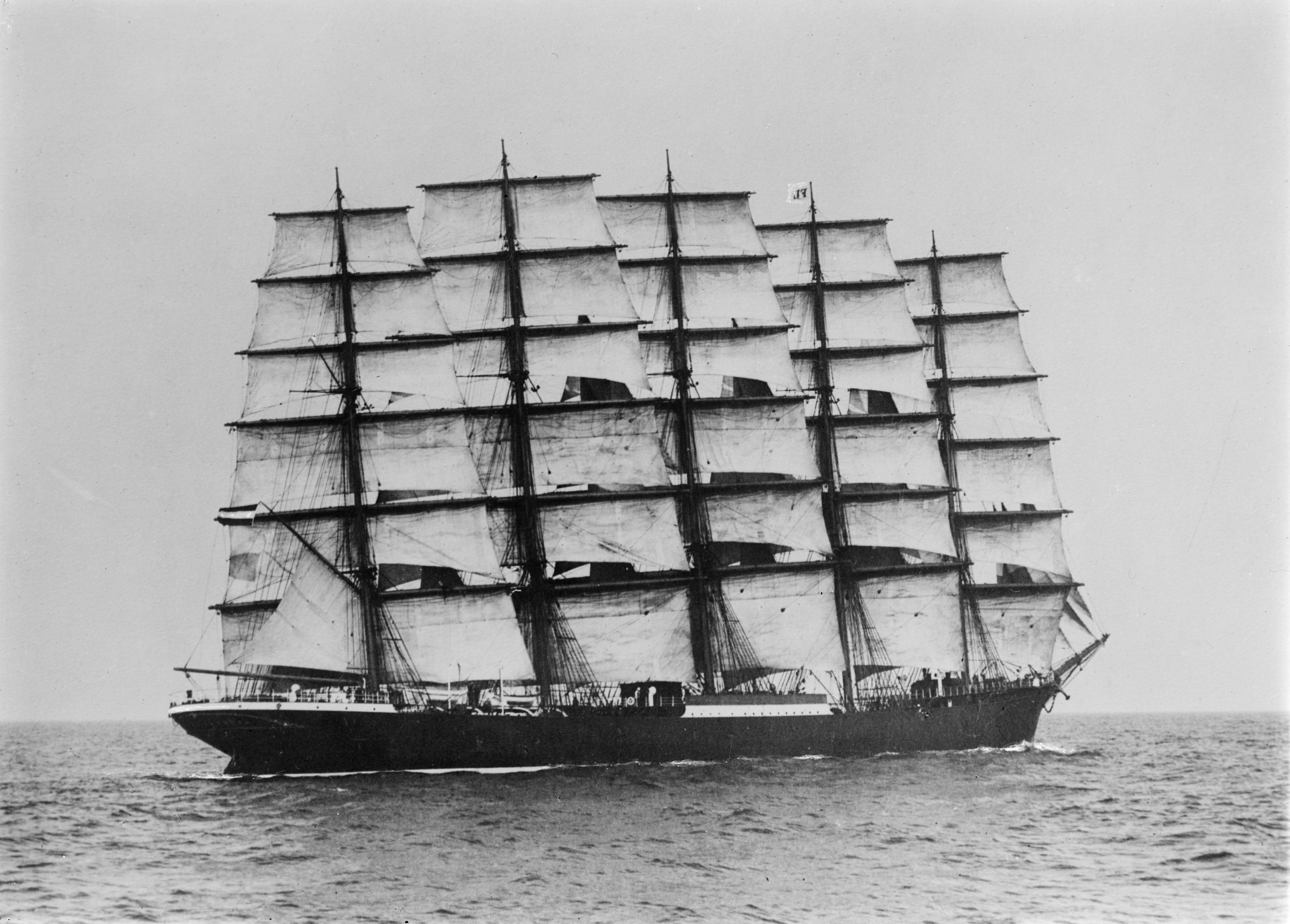
Fünfmastvollschiff Preußen

1897 wurde die Joh. C. Tecklenborg Werft in eine Aktiengesellschaft umgewandelt. Das Stammkapital betrug zunächst 1.400.000 Mark und wurde in den Jahren der deutschen Inflation bis 1922 auf 18.900.000 Mark erhöht. Eduard Tecklenborg und Georg Wilhelm Claussen bildeten den Vorstand. 1908 wechselte Eduard Tecklenborg in den Aufsichtsrat. Mitglieder des Aufsichtsrats waren unter anderem Dr. jur. Clemens Carl Buff und August Dubbers. Neben Georg Wilhelm Claussen bekleideten später auch Fritz Tecklenborg und Dr. Ing. Hans Wach Vorstandspositionen.
Bis zum Beginn des Ersten Weltkriegs wurde die Werft ständig erweitert. 1897 konnte die Werft am Südende des Fischereihafens eine Slipanlage für Fischdampfer in Betrieb nehmen. 1899 bekam das Werksgelände einen Eisenbahnanschluss. Am 7. Mai 1902 lief das Fünfmast-Vollschiff Preußen vom Stapel. Es war zu der Zeit das größte Segelschiff der Welt (bis Juli 1902, Stapellauf der Thomas W. Lawson). Bis 1901 konnte die Größe der gebauten Schiffe gesteigert werden. Die Beschränkung ergab sich durch die Lage der Werft an der schmalen und gekrümmten Geeste sowie durch die Brücke über den Fluss. Damit bei Tecklenborg größere Schiffe gebaut werden konnten, wurde die Geeste reguliert und 1904 eine neue Drehbrücke über die Geeste gebaut.

### Streik
Im Juni 1904 traten ca. 150 Kesselschmiede wegen Lohnforderungen und ungeregelter Akkordbedingungen in den Streik. Als Reaktion darauf wurde den gesamten Belegschaften der Werften Tecklenborg und Seebeck gekündigt. Nach sieben Wochen wurde die Auseinandersetzung nach geringen Zugeständnissen seitens der Werftleitungen beendet. Im Dezember fand vor der Geestemünder Strafkammer gegen Streikende der Große Landfriedensbruchprozess statt.

### Beginn des Großschiffbaus
Nach der Fertigstellung der Brücke konnte zum Großschiffbau übergegangen werden und damit zum Übergang vom Handwerksbetrieb zum industriellen Werftbetrieb. In den Jahren 1904 und 1905 entstand über den Helgen 6 und 7 das markante Stahlgerüst, dass der Werft ein markantes Profil verlieh. Zwischen 1904 und 1908 entstanden unter anderem eine neue Kesselschmiede und ein 150 t tragender durch Elektromotoren bewegter Uferkran. Das Verwaltungsgebäude („Grauer Esel“) wurde in den Jahren 1906/07 im Jugendstil gebaut.

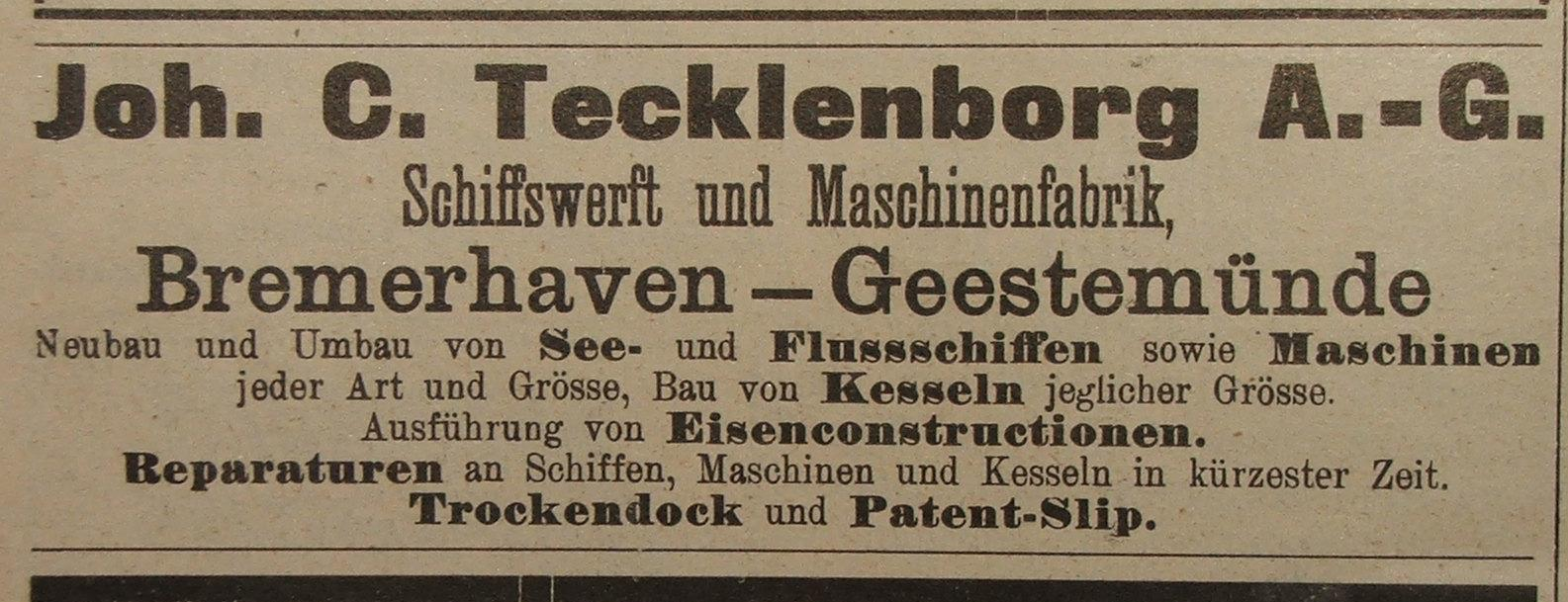
Tecklenborg Werbung von 1913

Wichtigster Auftraggeber war damals der Norddeutsche Lloyd. Für diese Reederei wurde 1908 der Reichspostdampfer Prinz Friedrich Wilhelm (17.082 BRT) gebaut. 1912 wurde das erste Schiff mit einem Dieselmotor, die Rolandseck, ausgeliefert. 1915 wurde das bis dahin größte an der Unterweser gebaute Schiff fertig, das 19.802 BRT große Passagierschiff Johann Heinrich Burchard.

### Kriegsjahre
Bei Ausbruch des Ersten Weltkriegs hatte der Schiffbau gerade Hochkonjunktur. Tecklenborg hatte ca. 3.500 Beschäftigte und dreizehn große Schiffe befanden sich im Bau. Diese wurden von den Auftraggebern allerdings nicht mehr benötigt. Große Teile der Stammbelegschaft wurden zum Kriegsdienst eingezogen – der Rest musste die verbliebenen Aufträge abarbeiten. Allerdings gab es von der Kaiserlichen Marine Aufträge für Minensuchboote und U-Boote. Aufgrund der schlechten Qualität der ausgelieferten Minensuchboote zog die Kaiserliche Marine die Aufträge zurück.
Nach dem Ende des Kriegs wurden auf der Werft auch Lokomotiven und Waggons repariert. Claussen wurde zum Ehrenbürger der Stadt Geestemünde ernannt und die Dockstraße wurde in Claussenstraße umbenannt.

### Krise und Ende der Werft

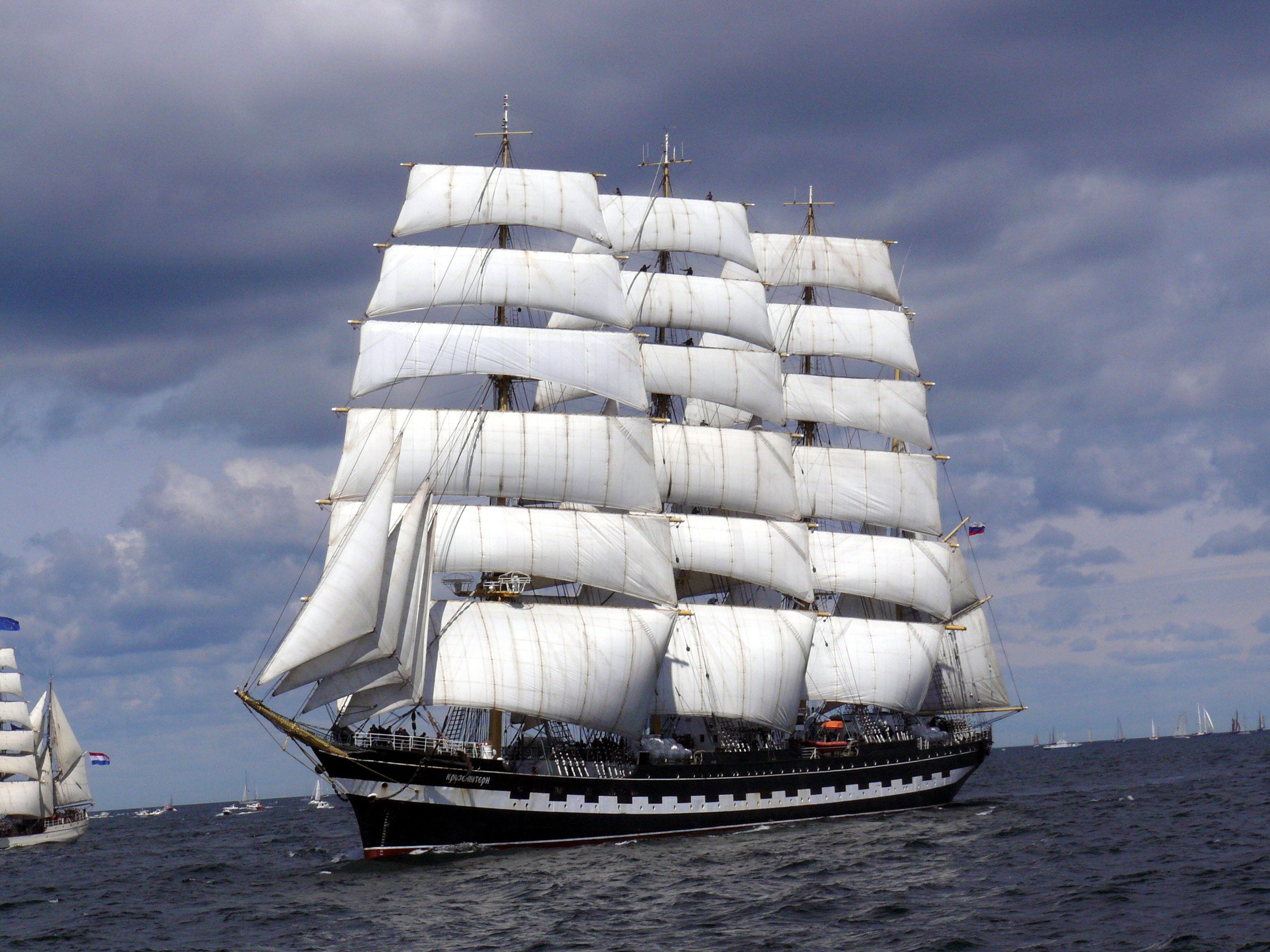
Viermastbark Kruzenshtern ex Padua

1924/25 war die Auftragslage schlecht. Auf Betreiben des Bremer Bankiers Johann Friedrich Schröder wurden die Vulcan-Werke in Hamburg und die Joh. C. Tecklenborg A.G. in Wesermünde der Actien-Gesellschaft „Weser“ in Bremen angegliedert. So entstand am 28. Dezember 1926 als erster Großkonzern der deutschen Schiffbauindustrie die Deutsche Schiff- und Maschinenbau Aktiengesellschaft (Deschimag), mit dem Verwaltungshauptsitz in Bremen. Georg Wilhelm Claussen trat in den Vorstand des Unternehmens ein. Am 29. November 1926 wurde die Joh. C. Tecklenborg A.G. aus dem Handelsregister gelöscht. Die Tecklenborg-Werft war zu einem Teil der Deschimag geworden.
Bald darauf wurde klar, dass die Actien-Gesellschaft „Weser“ und die Tecklenborg-Werft Schiffe vergleichbarer Größe bauten und ein ähnliches Fertigungsprogramm besaßen. Außerdem gab es zwei Werften am gleichen Standort dem heutigen Bremerhaven: Seebeck in Wesermünde und Tecklenborg in Geestemünde. Die Deschimag-Vorstände entschieden sich dafür die Tecklenborg-Werft zu schließen, wodurch 2500 Mitarbeiter ihren Arbeitsplatz verloren.
Am 11. Juni 1926 lief die letzte frachtfahrende Viermastbark – ein Segelfrachter namens Padua – vom Stapel. Am 14. Juni 1927 lief der letzte, bei der Tecklenborg-Werft gebaute Großsegler vom Stapel, die Schulschiff Deutschland.
1928 zog der Norddeutsche Lloyd zwei Aufträge zurück, was die Industrie- und Handelskammer Bremerhaven zu der Aussage veranlasste, „daß die Unrentabilität der Tecklenborgwerft für die Jahre 1927/28 durch künstliche Maßnahmen der Deschimag bewußt herbeigeführt worden ist“.

### Nach dem Ende

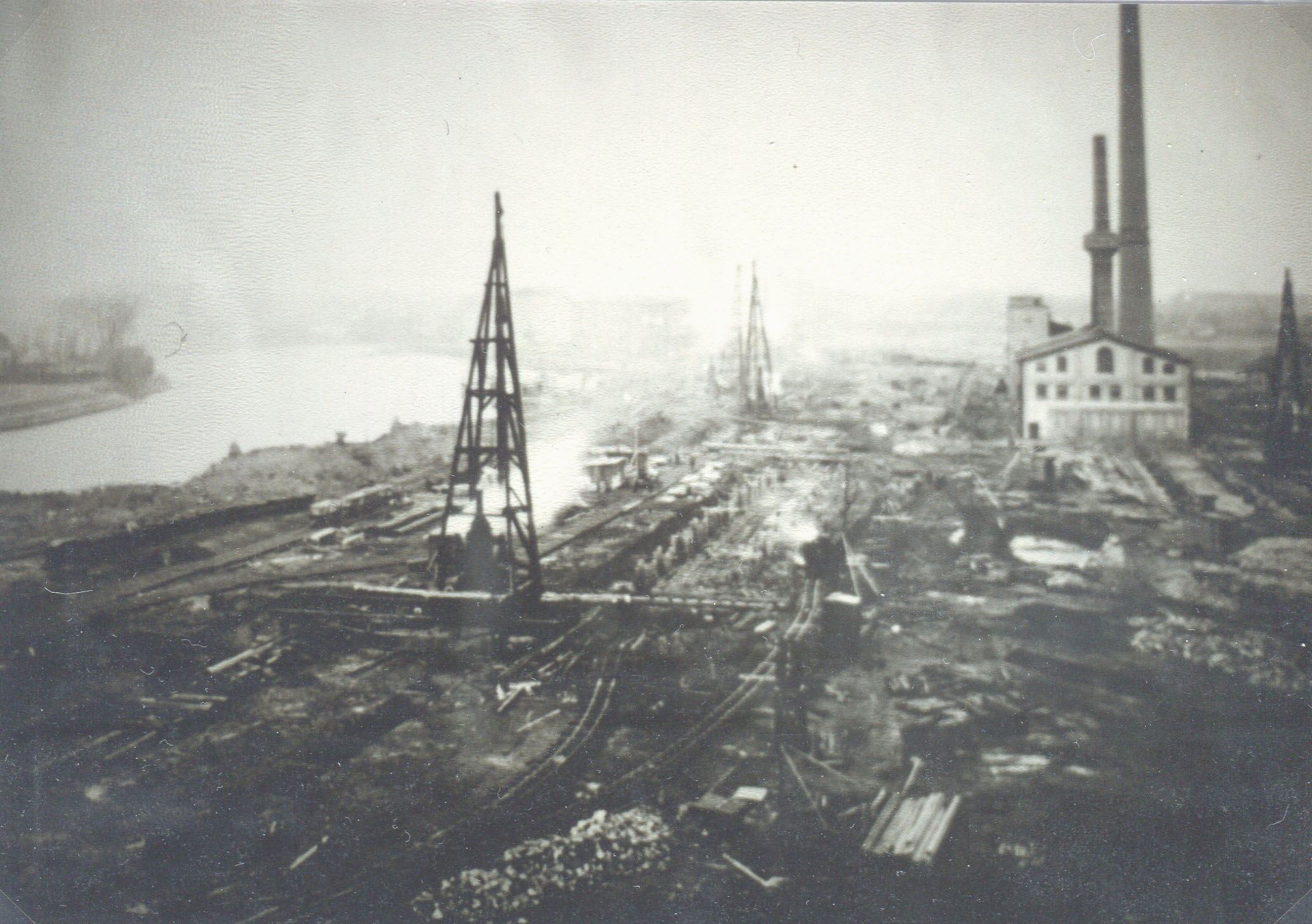
Baubeginn der Marineschule

Am 1. August 1928 wurde die Stilllegung der Tecklenborg-Werft und der Abbruch der Anlagen von der Bezirksregierung genehmigt. Mit einem Teil der Anlagen – so z. B. dem König-Georg-Dock – wurde die Seebeck-Werft modernisiert und erweitert. Zirka 400 Beschäftigte fanden bei der Actien-Gesellschaft „Weser“ Arbeit. 1934 übernahm die Reichsmarine das ehemalige Tecklenborg-Gelände. Am 5. Oktober 1935 wurde mit den Bauarbeiten für die Marineschule begonnen. Bevor die Bauarbeiten beginnen konnten, wurden von angeworbenen Arbeitslosen die verbliebenen Werftanlagen demontiert. 1968 wurde das König-Georg-Dock zugeschüttet und 1971 das Verwaltungsgebäude abgerissen.
16. Dezember 1998: Die Tecklenborg-Werft steht wieder an der Geeste – als 3 m² großes Modell im Historischen Museum Bremerhaven. Der Modellbauer des Museums Otto Freudenthal hat den berühmten Betrieb über mehrere Jahre anhand von Fotos und alten Plänen detailreich rekonstruiert.

## Schiffe
Die folgende Aufzählung enthält einige der Schiffe, die auf der Tecklenborg-Werft mit einem Holzrumpf gebaut wurden:
- Andromeda (Klipper, gebaut 1885); erstes Segeltankschiff der Welt
- Admiral Brommy (Bark, gebaut 1851), Schicksal unbekannt
- SV Admiral Tegetthoff (Bark gebaut 1871), bis 1891 Wätjen H. D. & Co., Bremen, 1899–1907 in Besitz von Schlubach, Thiemer & Co[2]
- Admiral Tegetthoff (Schonerbark, gebaut 1872); österreichisch-ungarische Nordpolexpedition
- Creole (Bark, gebaut 1845)
- Eduard (Bark, gebaut 1847)
- Figaro (Bark, gebaut 1879); letztes hölzernes Segelschiff
- Germania (Schoner, gebaut 1869); zweite deutsche Nordpolar-Expedition
- Helvetia (Bark, gebaut 1858) Auswandererschiff
- Möwe (Lloyddampfer, gebaut 1882)
- Willkommen (Salon-Raddampfer für NDL, gebaut 1884)

Die folgende Aufzählung enthält einige der ab 1886 auf der Werft gebauten Stahlschiffe:
- Adjutant, (Küstendampfer, gebaut 1899), Auftraggeber Deutsche Ost-Afrika Linie, 1930 abgewrackt
- August Korff (Tankdampfer, gebaut 1894); erster auf einer deutschen Werft entstandener Tankdampfer
- Bülow (Reichspostdampfer der Feldherren-Klasse des NDL, gebaut 1906)
- Düsseldorf (Frachter, gebaut 1912)
- Eberstein (Schraubendampfer, gebaut 1883), Mittelmeer-Dienst der DDG „Hansa“ – erstes eisernes Schiff der Werft
- Frankfurt (Passagierdampfer des NDL, gebaut 1900)
- Gundrun (Frachtschiff, gebaut 1909)
- Hera (Viermastbark, gebaut 1896)
- Johann Heinrich Burchard (Passagierdampfer von 20.000 BRT – das größte von Tecklenborg gebaute Schiff, gebaut 1914, ab 1920 Reliance)
- Johannisberger (Frachtdampfer, gebaut 1889, Asien-Linie der DDG „Hansa“)
- Köln (Passagierdampfer des NDL, gebaut 1899)
- Kybfels (Frachtschiff, 1904)
- Mainz (Passagierdampfer des NDL, gebaut 1897 – Schwesterschiff der Coblenz)
- Najade (Vollschiff, gebaut 1888) erstes in Deutschland aus Stahl gefertigtes Vollschiff
- Neckar Kombischiff für den NDL, 9835 BRT, gebaut 1901 bis dahin größter Neubau
- Ockenfels (Frachtschiff, gebaut 1910)
- Pangani (stählerne Viermastbark, gebaut 1903, nach Kollision im Ärmelkanal mit frz. Dampfer Phryné am 18. Januar 1913 mit 30 von 34 Mann gesunken)
- Parchim (Vollschiff, gebaut 1889)
- Pera (Vollschiff, gebaut 1890)
- Pisagua (stählerne Viermastbark, gebaut 1892)
- Pungo (Kühlschiff der Pioner Klasse, gebaut 1914) – später als Möve
- Placilla (stählerne Viermastbark, gebaut 1892)
- Potosi (stählerne Fünfmastbark, gebaut 1895); das nun Flora heißende, führerlos treibende, ausgebrannte Wrack wurde nach einem Presskohlenbrand mit schwerer Explosion unter Verlust des gesamten Riggs (bis auf den Fockmast) vom argentinischen Kreuzer Patria vor Comodoro Rivadavia 1925 versenkt.
- Preußen (Fünfmastvollschiff, gebaut 1902); nach Kollision mit dem englischen Dampfer Brighton im Ärmelkanal am 6. November 1910 gestrandet.
- Prinz Friedrich Wilhelm (Passagierdampfer des NDL, gebaut 1907)
- Richard Wagner (Viermastbark, gebaut 1886), Rumpf aus englischem Eisen
- Rio Negro (Kombischiff, gebaut 1905)
- Rolandseck (Frachtschiff, gebaut 1912), eines der ersten Schiffe mit Dieselmotor
- Roon (Doppelschraubendampfer der Feldherren-Klasse, gebaut 1903), Reichspostdampfer des NDL
- Scharnhorst (gebaut 1904), Reichspostdampfer des NDL der Feldherren-Klasse

## Schiffe für die Kaiserliche Marine
- Otter (gebaut 1910) Flusskanonenboot der Kaiserlichen Marine für den Jangtse in China

### Minensucher
- M 77 – Kranich
- M 107
- M 108
- M 109
- M 138
- M 139
- M 140 – Hörnum
- FM 19

Siehe auch Liste deutscher Minensuchboote (1915–1919)

### U-Boote
Die Unterseeboote zum küstennahen Einsatz im Ersten Weltkrieg wurden nicht fertig gestellt.
- UF 21-32
- UF 49-60

Siehe auch U-Boot-Klasse UF

## Erhaltene Schiffe
- Großherzog Friedrich August (Bark, Schulschiff, gebaut 1914); heute: Statsraad Lehmkuhl
- Padua (Viermastbark, gebaut 1926); heute: Kruzenshtern
- Schulschiff Deutschland (Vollschiff, gebaut 1927); heute Museumsschiff in Bremerhaven
- Schulschiff Großherzogin Elisabeth (Vollschiff, gebaut 1901); heute Duchesse Anne in Dünkirchen
- Seefalke (Hochseebergungsschlepper, gebaut 1924); heute Museumsschiff in Bremerhaven

## Werftleiter
- Franz Tecklenborg (1807–1886)
- Johann Carl Tecklenborg (1820–1873)
- Georg Wilhelm Claussen (1845–1919)
- Eduard Tecklenborg (1849–1926)
- Georg Claussen (1877–1944)
- Fritz Tecklenborg (1888–1964)
- Hans Wach (1879–1961)